# Misión imposible 3
MIsión: Imposible III (Estilizado como M:i:III) es una película estadounidense del 2006 de acción y espionaje, la película fue dirigida por J. J. Abrams en su característico debut como director, escritos por Abrams, Alex Kurtzman y Roberto Orci, y protagonizando Tom Cruise, quien también sirvió como productor, en el rol de un agente del FMI Ethan Hunt. Es la tercera entrega en la saga de Misión Imposible. En la película, Ethan Hunt (Cruise) se ha retirado del campo laboral de la Fuerza de Misión Imposible (FMI) y entrena nuevos reclutas. Sin embargo, es enviado de nuevo a la acción para localizar al evasivo traficante de armas Owen Davian (Philip Seymour Hoffman).
La película fue premiada en el Festival de Cine Tribeca el 26 de abril del 2006, y fue emitida en los Estados Unidos el 5 de mayo del 2006 por Paramount Pictures. Recibió reseñas positivas de críticos y fue comercialmente exitosa. La siguiente película de la secuela está titulada "Misión Imposible: Protocolo fantasma" fue emitida en diciembre de 2011. Es la tercera entrega de la serie de películas Misión imposible.

## Argumento
La película empieza con	Ethan Hunt (Tom Cruise) esposado en una silla y al frente de él se encuentra Julia (Michelle Monaghan) también esposada y con la boca tapada. Owen Davian (Philip Seymour Hoffman) le dice que contará hasta diez y matará a Julia si no le dice dónde está la pata de conejo. Luego de discutir aparentemente le dispara en la cabeza. 
La película vuelve a un momento anterior, por medio de un flashback. Ethan está en una fiesta, donde se compromete con Julia, y habla con varios invitados sobre su trabajo en una empresa de transporte. En medio de la fiesta recibe una llamada del Jefe de Operaciones Musgrave (Billy Crudup), en la que le pide ayuda para rescatar una agente que desapareció en Alemania. Ethan tira intencionadamente una cubeta con hielo al jardín, y dice que va a salir a comprar más, momento que aprovecha para llegar a un supermercado y reunirse con Musgrave.
Musgrave le propone a Ethan que acepte la misión, pero éste se lo piensa. Finalmente, Musgrave le da una cámara fotográfica y le dice que le envíe alguna foto de la fiesta. Al poner en funcionamiento la cámara, Ethan descubre que contiene información grabada sobre la operación, así como el nombre de la agente Lindsey Farris (Keri Russell). 
Acompañado por Declan (Jonathan Rhys-Meyers), Zhen (Maggie Q) y Luther (Ving Rhames), acuden a Berlín a rescatar a Lindsey. Zhen consigue capturar varios equipos informáticos portátiles bastante dañados, donde se supone que guardan información sobre sus operaciones, y Ethan rescata a Lindsey, pero ésta tiene una carga explosiva instalada en su cabeza, y finalmente, muere. Al regresar de Berlín, el director Theodor Brassel (Laurence Fishburne) reúne al equipo del FMI y analiza los resultados, cuestionándose la capacidad de Hunt y sus métodos para resolver la misión. Durante el funeral de Lindsey, Ethan recibe una llamada de Correos, informándole que ha llegado una postal enviada por Lindsey desde Alemania. La postal tiene un punto magnético detrás del sello, y tratan de visualizar el vídeo que contiene. Mientras tanto, Benji Dunn (Simon Pegg) informa que ha podido extraer información de los equipos informáticos, a pesar de que los discos duros están muy deteriorados. Recupera unos mensajes de correo electrónico donde logran descubrir que Owen recibirá a un contacto en el Vaticano.
El equipo decide ir hasta el Vaticano. Owen recibe un maletín que tiene información sobre un objeto misterioso denominado "pata de conejo". En la documentación se encuentra la ubicación de este objeto, que nadie sabe lo que es. Ethan captura a Owen, con ayuda de Zhen, que se introduce en el Vaticano con un auto. Finalmente, detonan el vehículo y hacen creer a los guardaespaldas de Owen que éste ha muerto.
En el vuelo de regreso a los EE. UU., Ethan amenaza con tirar a Owen del avión, si no le dice qué es la pata de conejo, pero Owen se niega a revelar nada. Después de aterrizar, Ethan consigue visualizar el micropunto que había en la postal de Lindsey. Así, se entera de que Brassel está trabajando con Owen. El convoy que custodia a Owen Davian a través del Puente-Túnel de la Bahía de Chesapeake es emboscado por antiguos operadores del Kommando Spezialkräfte convertidos en mercenarios que despliegan un drone UAV y rescatan a Owen.
Ethan percibe que Julia está en peligro con Owen suelto, así que intenta protegerla, pero llega tarde. Ha sido secuestrada por Owen, y éste le pide a cambio que encuentre la pata de conejo, por medio de las ubicaciones del maletín y se la entregue, si no quiere ver muerta a Julia. Sin embargo, antes de que Ethan pueda mover ficha, es capturado por el FMI.
Ya en las instalaciones lo tienen esposado a una camilla y con la boca tapada. Brassel le dice que no va a tolerar su comportamiento, sale de la habitación y en ese instante entra Musgrave, que conoce el secuestro de Julia, le da una llave para escapar, e indicaciones para ir a Shanghái. 
En Shanghái, se reúne con su equipo en un edificio cercano a donde se encuentra la pata de conejo. Para alcanzarla, tiene que lanzarse como un péndulo desde lo alto del edificio anexo, y desviar la atención de los guardias de la azotea. Ethan consigue capturar la pata de conejo y salta en paracaídas del edificio, mientras su equipo lo recoge en coche por las calles de Shanghái. Ethan llama por teléfono a Owen para entregarle la pata de conejo antes de que mate a Julia por finalizar el plazo, y acuerda con él el lugar de entrega. Mientras, avisa a Musgrave de que tiene en su poder la pata de conejo, y de que le ha colocado un rastreador. Le da el código de rastreo a Musgrave y le indica que, si no tiene noticias suyas en 8 horas, que envíe al ejército siguiendo la pista del rastreador.
Ethan se reúne con Owen en una fábrica abandonada. Llega una limusina, y abre la puerta a Ethan. Allí le obligan a tomar un líquido, que le paraliza. Aprovechan para colocarle un dispositivo explosivo en la cabeza, como hicieron con Lindsey. La secuencia cambia al inicio de la película, donde está Owen amenazando con matar a Julia si no le entrega la pata de conejo. 
Owen mata a Julia, y Ethan se queda traumatizado. En ese momento, entra el Jefe de Operaciones Musgrave, que pide información a Ethan sobre lo que averiguó en el micropunto que le envió Lindsay. También le indica que Julia no ha muerto, en su lugar está la Jefa de Seguridad de Owen, disfrazada.
Musgrave se revela como un traidor. Ha capturado a la verdadera Julia y la retiene en su poder, a cambio de la información de Ethan. Musgrave quiere que Owen tenga la pata de conejo, porque ello le llevará a un beneficio mayor: el daño provocado por Owen servirá para que los Estados Unidos inicien una guerra programada en Oriente Medio, para luego reconstruir el país. Musgrave pone en contacto por teléfono a Ethan con Julia, y éste se asegura de que es la auténtica con una pregunta que sólo Julia podría saber. Una vez comprobado, Ethan logra soltarse, lucha contra Musgrave y consigue escapar.
Ethan llama a Benji Dunn para que averigüe dónde está Julia, localizando por satélite la llamada que hizo Musgrave a Julia. Al llegar allí, dispara contra unos guardias y la encuentra amarrada a una silla. Lucha contra Owen, y éste activa la carga explosiva de la cabeza de Ethan, lo que le da un plazo de vida aproximado de 4 minutos, si no consigue antes desactivarla. Owen se dirige a matar a Julia, pero Ethan se recupera y empuja a Owen por la cristalera de la puerta y salen los dos a la calle, justo en el momento en el que pasa un camión, atropellando a Owen y acabando con su vida. 
A Ethan se le acaba el tiempo. Tiene que desactivar el explosivo de su cabeza, y después de soltar a Julia, recorre el local para encontrar un desfibrilador, pero no encuentra ninguno, y decide improvisar un medio para conseguir una descarga eléctrica, con la que se desactiva el explosivo. Mientras, le da una pistola a Julia y le enseña cómo manejarla, ya que ella es una simple trabajadora de un hospital y nunca ha usado un arma. Mientras Ethan está en el suelo, recuperándose de la descarga eléctrica, Julia dispara y mata a Musgrave, justo cuando entraba con la pata de conejo en la mano. Ethan sigue inconsciente, y Julia tiene que recurrir a la respiración artificial y al masaje cardíaco para recuperarlo, sufriendo unos minutos dramáticos. Ethan vuelve en sí, recupera la pata de conejo, y explica a Julia que es en realidad un agente del FMI, pero ella se ríe y no le cree, aunque decide confiar en él.
De vuelta en la base, el director Brassel lo felicita por su trabajo, pidiéndole disculpas y ofreciéndole un trabajo en la Casa Blanca. Ethan no lo tiene claro, y duda, entonces Brassel teme que quiera marcharse del FMI. Ethan pregunta a Brassel qué es la pata de conejo, porque, a pesar de tenerla en un contenedor, no sabe lo que es. Brassel accede a explicárselo si se queda en el FMI, y Ethan decide marcharse de viaje de luna de miel.

## Reparto
| Actor                  | Personaje                |
| ---------------------- | ------------------------ |
| Tom Cruise             | Ethan Hunt               |
| Michelle Monaghan      | Julia "Jules" Meade-Hunt |
| Ving Rhames            | Luther Stickell          |
| Philip Seymour Hoffman | Owen Davian              |
| Billy Crudup           | John Musgrave            |
| Jonathan Rhys-Meyers   | Declan Gormley           |
| Simon Pegg             | Benji Dunn               |
| Keri Russell           | Lindsey Farris           |
| Eddie Marsan           | Brownway                 |
| Maggie Q               | Zhen Lei                 |
| Laurence Fishburne     | Theodore Brassel         |
| Bahar Soomekh          | Traductora de Davian     |
| Jeff Chase             | Guardaespaldas de Davian |
| Michael Berry Jr.      | Secuestrador de Julia    |
| Aaron Paul             | Rick Meade               |

## Producción

### Desarrollo
En 2002, El director David Fincher fue programado para dirigir la siguiente entrega de la secuela de Misión Imposible para el verano del 2004. Fincher, sin embargo, abandonó a favor de otra película, luego citando las diferencias creativas sobre la dirección de la serie. El reemplazante de Fincher fue el director Joe Carnahan, quien trabajó desarrollando la película durante 15 meses. Bajo su participación, la película era para presentar "Kenneth Branagh interpretando a un sujeto quien está basado en Timothy McVeigh" también como Carrie-Anne Moss y Scarlett Johansson en otros roles. Thandie Newton fue ofrecida a repetir su papel como Nyah Nordoff-Hall de Misión Imposible 2, ella sin embargo, rechazó.
Después de una disputa sobre el tono de la película, Carnahan se retiró en julio de 2004. Tom Cruise llamó entonces a J. J. Abrams, ofreciéndole la dirección de la película luego teniendo una vista rápida de las dos primeras películas de la entrega. Abrams finalmente aceptó, la producción se atrasó un año debido a sus obligaciones contractuales con Alias u Lost. Durante este tiempo, Branagh, Moss, y Johansson abandonaron el proyecto debido a las muchas demoras de la producción. El 8 de junio de 2005, Paramount Pictures dio luz verde a la película después de una nueva contratación de un elenco de actores, el presupuesto de la película fue reestructurado, teniendo Cruise gran recorte salarial. 

### Filmación
El rodaje empieza en Roma, Italia el 12 de julio de 2005 y termina en octubre. La localización de la filmación toma lugar en China (Shanghái y Xitang), Alemania (Berlín), Italia (Roma y Caserta), Estados Unidos (California, Virginia y Maryland), y la Ciudad del Vaticano. Las escenas nocturnas que involucran a los rascacielos fueron filmadas en Shanghái, mientras que parte del rodaje en Shanghái se hizo en Los Ángeles.

### Música
La partitura musical de la película fue compuesta por Michael Giacchino. Él es el tercer compositor en tomar la serie, siguiendo a Danny Elfman y Hans Zimmer. El álbum de partitura fue lanzado el 9 de mayo de 2006 por Varèse Sarabande Records. A diferencia de las entregas anteriores, no se lanzó ningún álbum de la banda sonora con la música contemporánea de la película. A pesar de esto, la película presenta una canción de Kanye West titulada "Impossible" que también presenta a Twista, Keyshia Cole y BJ.
Después de que J. J. Abrams firmó para dirigir Mission: Impossible III, trajo a muchos de sus colaboradores frecuentes a la producción. Uno de ellos fue el compositor Michael Giacchino, que se incorporó para escribir la partitura musical a principios de 2005."[No era] solo yo, sino los editores [de Abrams], los escritores, el diseñador de producción", dijo Giacchino. "Es realmente un grupo de amigos, lo cual es lo mejor de trabajar con él. Me hace sentir como si tuviera 10 años otra vez, haciendo películas en el patio trasero con mis amigos".
La partitura de "Mission: Impossible III" se grabó durante ocho días en el Sony Scoring Stage en Culver City, California. Orquesta de 112 piezas dirigida por Tim Simonec. La sesión de puntuación atrajo a numerosas personalidades como Jennifer Garner y Merrin Dungey (de   Alias  de JJ Abram), Sarah Vowell ( de  Los Increíbles ), Dermot Mulroney, así como Tom Cruise, quien dirigió la orquesta en el "Tema MI".
El rapero Kanye West grabó y lanzó un sencillo para la banda sonora llamada " Impossible" con Twista y Keyshia Cole, que sirvió como tema de la película. además del  tema original  Misión: Imposible .
| Título                                                | Artista                     | Escenas / notas clave                                                                                               |
| ----------------------------------------------------- | --------------------------- | --- |
| "Mission: Impossible Theme"                           | Lalo Schifrin               | |
| "Come Into My Life"                                   | Jimmy Cliff                 | |
| "Song 5000"                                           | J. J. Abrams                | |
| "Back Door Santa"                                     | The Black Crowes            | |
| "Best of My Love"                                     | The Emotions                | Ethan Hunt bailando con Julia.                                                                                      |
| "A Sunday Kind of Love"                               | Etta James                  | |
| "Tell Me Something Good"                              | Rufus y Chaka Khan          | |
| "Groksploitation"                                     | Thomas Dolby y J. J. Abrams | |
| "The Plot"                                            | Lalo Shifrin                | |
| "String Quartet No. 4, Op. 18, No. 4 in C minor"      | Ludwig van Beethoven        | |
| "String Quartet in B Major, Op. 1, No. 1 (La Chasse)" | Joseph Haydn                | |
| "We Are Family"                                       | Sister Sledge               | Ethan Hunt escapando de la FMI y dejando su radio en una grabadora se puede escuchar la canción.                    |
| "Impossible"                                          | Kanye West                  | La canción se reproduce durante los créditos finales. Muestra la interpretación de New Birth de " It's Impossible". |

## Estrenos
- Bélgica: miércoles, 3 de mayo de 2006
- Emiratos Árabes Unidos: miércoles, 3 de mayo de 2006
- Filipinas: miércoles, 3 de mayo de 2006
- Francia: miércoles, 3 de mayo de 2006
- Hong Kong: miércoles, 3 de mayo de 2006
- Indonesia: miércoles, 3 de mayo de 2006
- Corea del Sur: miércoles, 3 de mayo de 2006
- Malasia: miércoles, 3 de mayo de 2006
- Países Bajos: miércoles, 3 de mayo de 2006
- Singapur: miércoles, 3 de mayo de 2006
- Suiza: miércoles, 3 de mayo de 2006
- Tailandia: miércoles, 3 de mayo de 2006
- Alemania: jueves, 4 de mayo de 2006
- Argentina: jueves, 4 de mayo de 2006
- Australia: jueves, 4 de mayo de 2006
- Bolivia: jueves, 4 de mayo de 2006
- Chile: jueves, 4 de mayo de 2006
- Croacia: jueves, 4 de mayo de 2006
- Eslovaquia: jueves, 4 de mayo de 2006
- Eslovenia: jueves, 4 de mayo de 2006
- Grecia: jueves, 4 de mayo de 2006
- Hungría: jueves, 4 de mayo de 2006
- Israel: jueves, 4 de mayo de 2006
- Líbano: jueves, 4 de mayo de 2006
- Macedonia: jueves, 4 de mayo de 2006
- Nueva Zelanda: jueves, 4 de mayo de 2006
- Perú: jueves, 4 de mayo de 2006
- Portugal: jueves, 4 de mayo de 2006
- Reino Unido: jueves, 4 de mayo de 2006
- República Checa: jueves, 4 de mayo de 2006
- República Dominicana: jueves, 4 de mayo de 2006
- Rusia: jueves, 4 de mayo de 2006
- Serbia y Montenegro: jueves, 4 de mayo de 2006
- Ucrania: jueves, 4 de mayo de 2006
- Estados Unidos: viernes, 5 de mayo de 2006
- Canadá: viernes, 5 de mayo de 2006
- Austria: viernes, 5 de mayo de 2006
- Belice: viernes, 5 de mayo de 2006
- Brasil: viernes, 5 de mayo de 2006
- Bulgaria: viernes, 5 de mayo de 2006
- Chipre: viernes, 5 de mayo de 2006
- Colombia: viernes, 5 de mayo de 2006
- Costa Rica: viernes, 5 de mayo de 2006
- Dinamarca: viernes, 5 de mayo de 2006
- Ecuador: viernes, 5 de mayo de 2006
- El Salvador: viernes, 5 de mayo de 2006
- España: viernes, 5 de mayo de 2006
- Estonia: viernes, 5 de mayo de 2006
- Finlandia: viernes, 5 de mayo de 2006
- Guatemala: viernes, 5 de mayo de 2006
- Honduras: viernes, 5 de mayo de 2006
- Islandia: viernes, 5 de mayo de 2006
- Italia: viernes, 5 de mayo de 2006
- Kenia: viernes, 5 de mayo de 2006
- Letonia: viernes, 5 de mayo de 2006
- Lituania: viernes, 5 de mayo de 2006
- México: viernes, 5 de mayo de 2006
- Nicaragua: viernes, 5 de mayo de 2006
- Nigeria: viernes, 5 de mayo de 2006
- Noruega: viernes, 5 de mayo de 2006
- Panamá: viernes, 5 de mayo de 2006
- Polonia: viernes, 5 de mayo de 2006
- Sudáfrica: viernes, 5 de mayo de 2006
- Suecia: viernes, 5 de mayo de 2006
- Turquía: viernes, 5 de mayo de 2006
- Uruguay: viernes, 5 de mayo de 2006
- Venezuela: viernes, 5 de mayo de 2006
- Taiwán: sábado, 6 de mayo de 2006
- Egipto: miércoles, 17 de mayo de 2006
- Vietnam: viernes, 26 de mayo de 2006
- India: viernes, 9 de junio de 2006
- Pakistán: viernes, 16 de junio de 2006
- Japón: sábado, 8 de julio de 2006
- China: viernes, 21 de julio de 2006
- Resto del Mundo: domingo, 4 de junio de 2007

## Controversia "Atrapado en el armario"
Una entrada de blog de Hollywoodinterrupted.com en marzo de 2006 alegaba que  Viacom (padre de Paramount y Comedy Central) canceló la retransmisión del South Park episodio "Trapped in the Closet" debido a las amenazas de Cruise de negarse a participar en el círculo publicitario Misión: Imposible III. Estas afirmaciones pronto también fueron reportadas por E! News y American Morning.
 Fox News atribuyó las amenazas de Cruise, declarando, "para retirarse de sus deberes promocionales de" Misión: Imposible III "si Viacom no repetía el episodio", como evidencia de "mala sangre" entre Cruise y Viacom. The Washington Post informó que los fanáticos de "South Park" "respondieron", en marzo de 2006, y amenazaron con boicotear "Misión: Imposible III" hasta que Comedy Central pusiera "Trapped in the Closet" en su programa. Melissa McNamara of CBS News later questioned whether this boycott hurt the film's box office debut. El bloguero político Andrew Sullivan alentó a boicotear la película, basándose en afirmaciones de que Cruise presuntamente obligó a Comedy Central a censurar un episodio de "South Park" sobre cienciólogos. "Asegúrese de no ir a ver  Mission: Impossible III  de Paramount, la próxima película de Cruise", escribió Sullivan. "Sé que no la ibas a ver de todos modos. Pero ahora cualquier dinero que gastes en esta película es un golpe contra la libertad de expresión. Boicotea. Diles a tus amigos que la boicoteen".
Cuando se le preguntó en   Primetime 'de  ABC' sobre su participación en detener la retransmisión del episodio en Comedy Central, Cruise declaró: "En primer lugar, ¿Podrías imaginarte alguna vez sentarte con alguien? Nunca me sentaría con alguien y le cuestionaría sus creencias. Aquí está la cuestión: realmente ni siquiera voy a dignificar esto. Honestamente, ni siquiera lo sabía. Estoy trabajando, haciendo mi película, tengo a mi familia. Estoy ocupado. No paso mis días pensando, '¿Qué dice la gente de mí?'"